# José María Reina Barrios
José María Reina Barrios, né le 24 décembre 1854 à San Marcos et mort assassiné le 8 février 1898, est un homme d'État guatémaltèque. Il est président du Guatemala du 15 mars 1892 à sa mort.
Surnomé Reynita en raison de sa taille, Reina Barrios est de nature modérée et libérale qui a travaillé à concrétiser les réformes les moins controversées de son oncle et ancien président Justo Rufino Barrios.

## Biographie

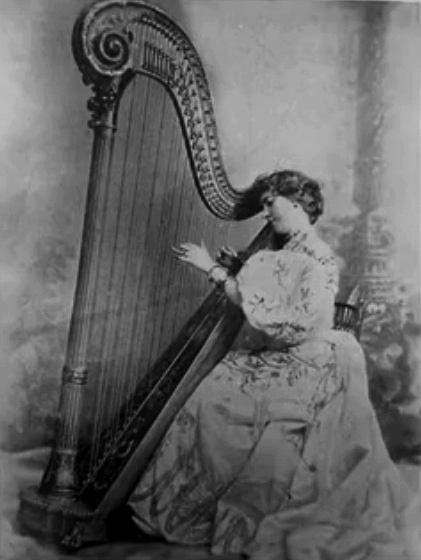
Algeria Benton, femme américaine de Reyna Barrios, jouant de la harpe. Benton marrie Reina Barrios le 17 mai 1886 au consulat du Guatemala à New York.

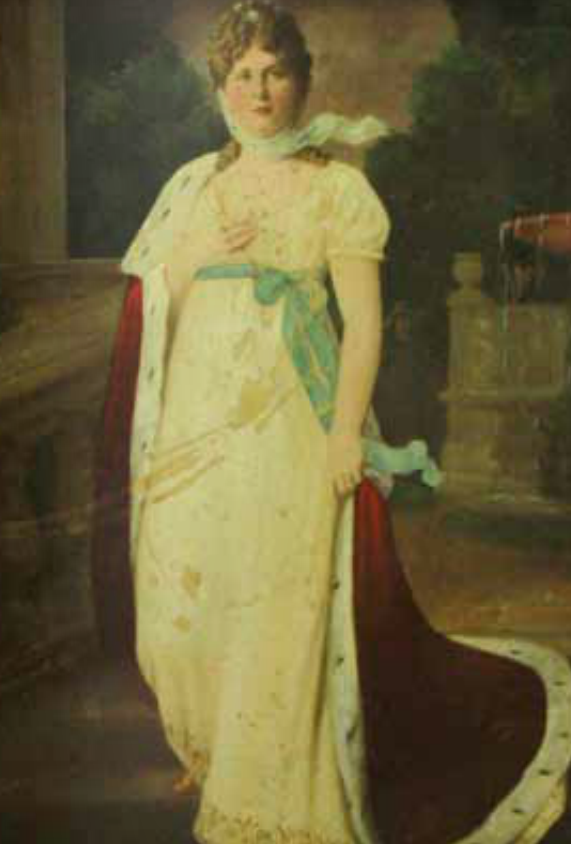
Portrait officiel d'Algeria Benton de Reyna Barrios. Sa relation avec son marrie était rendue distante au moment de son assassinat.

Reina Barrios commence sa carrière politique au moment où son oncle Justo Rufino Barrios est toujours président. Après le décès soudain de ce dernier lors de la bataille de Chalchuapa au Salvador en 1885, Reine Barrios s'active davantage en politique en participant au gouvernement de Manuel Barillas. Jaloux de sa popularité, Barillas l'envoie en mission diplomatique en Europe sous de faux prétextes. La mission ne se concrétisant pas, Reina Barrios reste en Europe et ensuite aux États-Unis pendant quelques années.

## Élections présidentielles de 1892
De retour au Guatemala, Reina Barrios arrive à temps pour se présenter lors de l'élection présidentielle de 1892. Il s'agit de la première élection durant laquelle les candidats sont autorisés à faire de la publicité dans les journaux. Les candidats qui se présentent sont:
| Nom                      | Parti        | Supporté par:      | Autre information |
| ------------------------ | ------------ | ------------------ | --- |
| Lorenzo Montúfar         | Libéral      | Club libéral       | Seul candidat qui ajoute son portrait dans sa publicité et sera critiqué pour un gaspillage de ressource que cela requiert.                       |
| Francisco Lainfiesta     | Libéral      | Aucun              | Publie sa proposition de gouvernement dans le Diario de Centro America, profite de la liberté de la presse permise durant la présidence Barillas. |
| José María Reina Barrios | Libéral      | Club libéral       | Élu. |
| Miguel Enríquez          | Conservateur | Parti conservateur | Enríquez était un libéral, mais devient conservateur après la persécution dont il a été victime durant la présidence de Barillas.                 |
| José Carranza Llerena    | Conservateur | Aucun              | Personnel médical du président Barillas. |

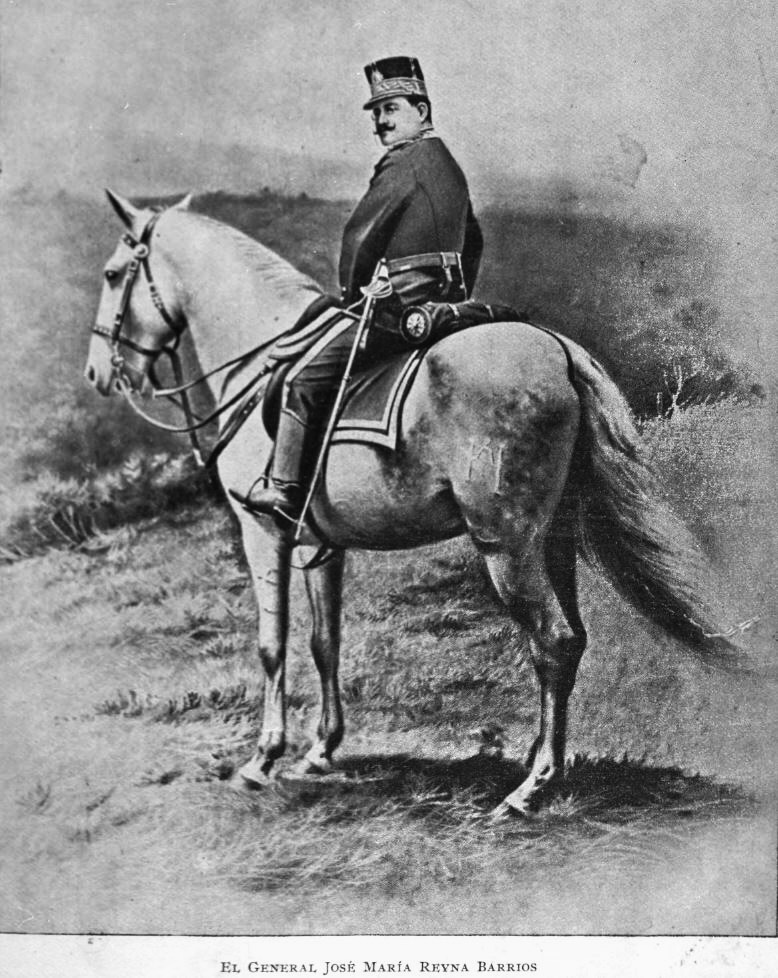
Première photo instantannée faite au Guatemala. Elle illustre le général Reina Barrios durant un exercice militaire à Guatemala en 1896.

De nature libérale, Barillas est le seul président à remettre le pouvoir pacifiquement entre 1871 et 1988. À l'approche de l'élection Barillas rencontre trois candidats afin de connaître leur plan de gouvernement si l'un d'eux était lui. Francisco Lainfiesta et Dr. Montúfar insistent sur le respect scrupuleux de la constitution et du droit. Reina Barrios répondit à la question se considérait semblable au président sortant, qui était d'origines modestes et novice en politique, et qu'il ferait tout pour le protéger.
Après une avance de Lainfiesta lors des deux premiers jours de vote, le troisième jour voit l'arrivée de plusieurs indigènes provenant des montagnes de Quetzaltenango et Totonicapán qui contribue à la victoire de Reina Barrios. Barillas, pour ne pas offusquer les perdants, remis des chèques afin de couvrir les frais de campagne. Reina Barrios devient président le 15 mars 1892.

## Gouvernement
Durant le premier mandat l'administration Barrios, le pouvoir des propriétaires fonciers sur la paysannerie rurale a fortement augmenté. Il participe à la reconstruction de la capitale Guatemala à grande échelle avec la construction de grandes avenues de style parisiennes. Barrios œuvre à la réception de la première Exposición Centroamericana en 1897. Durant son second mandat, il augmente la masse monétaire par l'émission d'obligations afin de financer les nombreux projets, mais du coup une importante inflation et une augmentation de l'opposition à son régime.

## Infrastructure

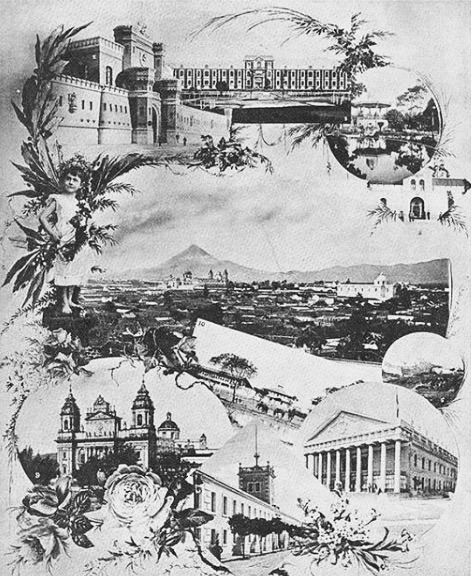
Affiche de la ville de Guatemala sous l'administration de Reina Barrios.

En plus de ses investissements lors de l'exposition, son gouvernement contribue à l'embellissement de la capitale dans un style parisien, ainsi qu'à la construction du chemin de fer du Nord du Guatemala. À la suite des séismes de 1917, la plupart de ces infrastructures seront perdues.
Son administration travaille aussi à l'amélioration du réseau routier, à l'implantation du télégraphe et de l'électricité dans la capitale. Il milite activement à la réalisation du chemin de fer transocéanique avec l'aide d'investisseurs internationaux, au moment où le canal de Panama n'est pas encore en service.
| Monument                          | Image | Après 1917-1918 | Localisation                                       | Description |
| --------------------------------- | ----- | --------------- | -------------------------------------------------- | --- |
| Plaza de Armas -Square central-   |       |                 | Centre ville de Guatemala                          | En tant qu'espace utilisé lors de l'Exposition, Reina Barrios ordonne la construction de plusieurs monuments et bâtiments. |
| Palais présidentiel               |       |                 | Plaza de Armas -Square central-                    | Reina Barrios embauche l'architecte espagnol José de Bustamante. Contrat octroyé le 8 février 1895 afin de construire le palais sur le site de l'ancien palais royal espagnol. Le palais demeure le siège de l'administration exécutive du président Manuel Estrada Cabrera, jusqu'à sa destruction lors du séisme de 1917-18. |
| Boulevard « 30 de junio »         |       |                 | Prolongement vers le sud de la ville de Guatemala. | Avenue construite et nommé d'après la réforme libérale de 1871. Plusieurs monuments et bâtiments sont construits le long de l'artère. Seuls les monuments ont survécu au séisme de 1917-18. |
| Palais et musée La Reforma        |       |                 | Boulevard "30 de junio"                            | Ce palais et musée était l'une des principales attractions touristiques. Détruit lors du séisme de 1917-18, il est remplacé par le monument de l'Indépendant. |
| Hall de l'Exposition              |       | N/A             | Boulevard "30 de junio"                            | Construit pour l'exposition de 1897. |
| Registro de la Propiedad Inmueble | N/A   |                 | Vieille ville de Guatemala                         | Initialement construit pour être le Bureau d'enregistrement immobilier, l'un des rares bâtiments rescapés du séisme de 1917-18. Plus tard, transformé en Musée d'histoire national. |
| Escuela Agrícola de Indígenas     |       |                 | Parc municipal "La Aurora"                         | École d'agriculture implantée dans le parc "La Aurora". Plus tard, les locaux sont utilisés pour l'usage de l'École normale masculine. Détruit lors du séisme de 1917-18. |

## Mort

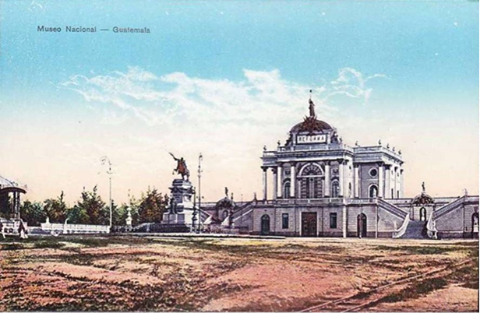
Palais de La Reforma. Construit par entre 1892 et 1898, mais détruit lors du séisme de 1917-18.

Dans un étrange concours de circonstances, Reina Barrios est assassiné le 8 février 1898, au 8 de la 8e rue de Guatemala à 8h00 de l'après-midi par Edgar Zollinger (es), un citoyen britannique et administrateur pour la famille d'investisseur Aparicio, avec un revolver de calibre .38,. Après avoir tiré sur le président, Zollinger est lui-même atteint de huit coups. Ce dernier vengeait de l'assassinat commandité par Reina Barrios de Juan Aparicio alors que ce dernier était maire de Quetzaltenango. Cet assassinat contribuait à l'accaparation par l'État de la centrale électrique de Zunil, du chemin de fer de Los Altos, ainsi que de plantations de café et de banques.
L'évènement ternit beaucoup la réputation de Reina Barrios et lorsque ce dernier décide de reporter l'élection présidentielle à 1902, une révolte éclata dans la région Quetzaltenango, à laquelle participa son ancien secrétaire aux Infrastructure et à l'Éducation Próspero Morales.